# Derbi de Hamburgo
El Derbi de Hamburgo (en alemán: Hamburger Stadtderby) es la rivalidad de fútbol entre el Hamburger SV y el FC St. Pauli, los dos equipos más importantes de Hamburgo en Alemania.

## Historia
El primer enfrentamiento entre ambos equipos se da el 7 de diciembre de 1919 cuando el FC St.Pauli era parte del St. Pauli TV por el Campeonato de Hamburgo, y que terminó ganando el Hamburger SV por 9-0. La primera victoria del St. Pauli se dio el 19 de octubre de 1930 por marcador de 1-0 en la Ob Hamburg, y el partido se jugaba con frecuencia antes de la creación de la Bundesliga de Alemania en 1963, luego de que el Hamburger SV pasara a ser uno de los fundadores de la Bundesliga y el FC St. Pauli pasó a la Regionalliga Nord.
Fue hasta 1977 que se juega el Derbi de Hamburgo por primera vez en la Bundesliga de Alemania, justo después de que el Hamburger SV ganara la Recopa de Europa 1976-77 y por eso era el favorito, pero St Pauli ganó por 2-0 en el Volksparkstadion. El siguiente partido lo ganaría el Hamburger por 3-2, siendo la última ocasión en la que ambos equipos se enfrentarían entre sí en los años 1970 por el descenso del St. Pauli.
En 1986 se volverían a enfrentar por la Copa de Alemania con victoria para el Hamburger por 6-0. En los siguientes años el FC St. Pauli jugaría en tres periodos en la Bundesliga de Alemania entre 1988 y 2002 donde se enfrentarían en 12 ocasiones donde Hamburger terminaría invicto en esos partidos con cinco empates y siete victorias. Luego del descenso a la 2. Bundesliga, el FC St. Pauli llegó a jugar en la Regionalliga Nord en 2003 y fue hasta 2010 que retornaría a la Bundesliga de Alemania. El 19 de octubre de 2010 St. Pauli volvería a jugar en su propio estadio por primera vez desde 1962 y el partido terminaría con empate 1-1, mientras que el partido de vuelta lo ganaría el FC St. Pauli por 1-0, siendo la primera victoria ante el Hamburger desde 1977, pero St. Pauli descendería a la 2. Bundesliga al finalizar la temporada.
Luego del descenso del Hamburger SV a la 2. Bundesliga por primera vez en 2018, se enfrentarían nuevamente, empatando 0-0 en el Volksparkstadion el 30 de septiembre de 2018, y una victoria del Hamburger por 4-0 el 10 de marzo de 2019, siendo la primera victoria del Hamburger en el estadio de St Pauli desde 1962. En la siguiente temporada St. Pauli ganó ambos partidos, siendo la primera vez que St. Pauli gana los dos partidos de liga desde la profesionalización del fútbol alemán en 1963.
Tras el ascenso del FC St. Pauli a la Bundesliga en 2024, será la primera vez en la historia que juegue en una categoría superior al Hamburger SV

## Estadísticas
Actualizado al 3 de mayo de 2024.
|                  | Partidos | Victorias del Hamburg | Empates | Victorias del St.Pauli | Goles Hamburg | Goles St.Pauli |
| ---------------- | -------- | --------------------- | ------- | ---------------------- | ------------- | -------------- |
| Bundesliga       | 16       | 8                     | 6       | 2                      | 29            | 14             |
| 2. Bundesliga    | 12       | 4                     | 3       | 5                      | 17            | 19             |
| DFB-Pokal        | 3        | 3                     | 0       | 0                      | 14            | 2              |
| DFB-Ligapokal    | 2        | 1                     | 1       | 0                      | 4             | 1              |
| Local y Regional | 78       | 54                    | 7       | 17                     | 283           | 89             |
| Total            | 111      | 70                    | 17      | 24                     | 347           | 125            |